# Nuvistor
Les nuvistors sont un type de tube électronique annoncé en 1959 par la RCA. La plupart d'entre eux ressemblent à des dés à coudre, mais certains sont encore plus petits. Des triodes et des tétrodes furent fabriquées bien que les tétrodes nuvistor soient rares. Le tube est fait entièrement avec de la céramique et du métal. La fabrication des nuvistors nécessite un équipement spécial, car il n'y a pas d'intubation possible pour pomper les gaz hors de l'enveloppe. À la place, toute la structure du tube est assemblée, insérée dans son enveloppe métallique, et rendue étanche dans une chambre à vide par de simples robots.
Les nuvistors sont parmi les tubes pour petits signaux les plus performants. Ils se caractérisent par de très bonnes performances en VHF et UHF et cela avec peu de bruit, et furent largement utilisés dans les télévisions des années 1960, les radios et les amplificateurs haute-fidélité, principalement dans les sections radio fréquences (RF). Ils rivalisèrent avec le transistor, et avancèrent encore avec le Compactron de GE, tenant encore en échec le transistor pendant quelques années. L'une des utilisations les plus notoires fut dans le MR-70 de Ampex, un coûteux enregistreur de studio dans lequel toute l'électronique fut basée sur les nuvistors.
Exemples de Nuvistors :

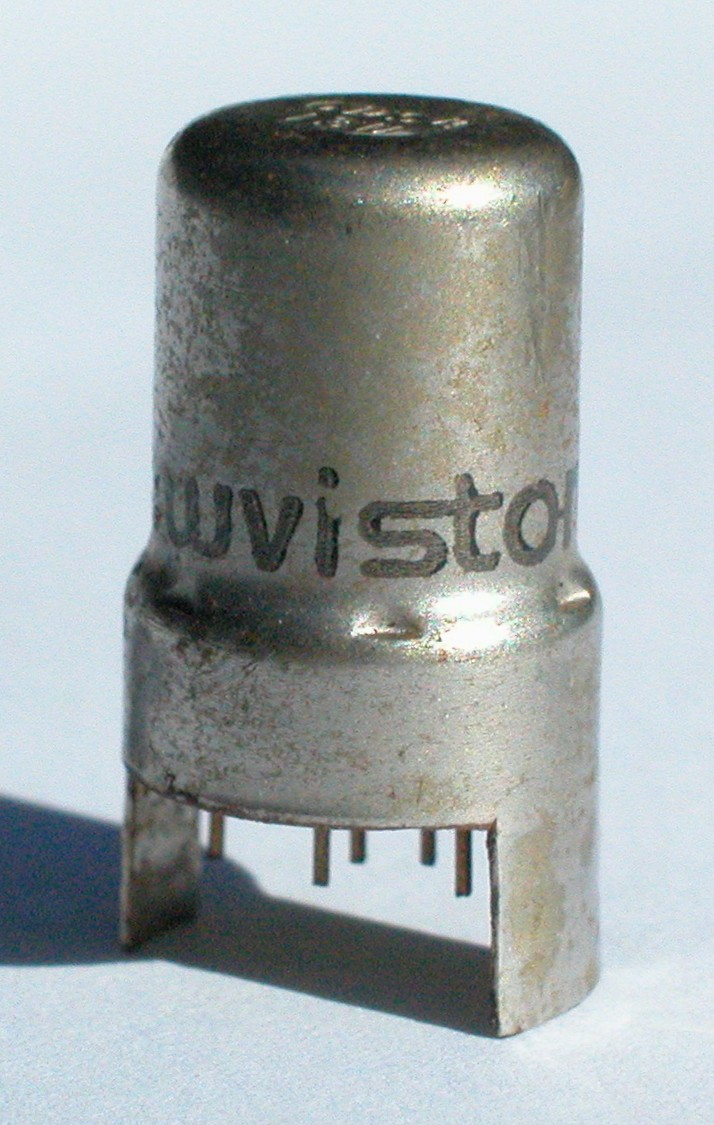
Le nuvistor 6DS4 de la
RCA qui est une triode d'environ 20 mm de haut et de 11 mm de diamètre

- 7586 - Le premier réalisé, une triode à µ moyen
- 7587 - Une tétrode pour les applications industrielles
- 8056 - Une triode pour de faibles tensions d'anode
- 8058 - Une triode, avec l'anode et la grille sur l'enveloppe, pour les UHF
- 7895 - Une 7586 avec un µ plus élevé
- 6CW4 - Une triode à fort µ, l'un des nuvistors les plus courants
- 6DS4 - Une triode à fort µ
- 6DV4 - Une triode a µ moyen, utilisée comme oscillateur UHF, l'enveloppe est parfois plaquée or.